# Abdallah ibn al-Fadl
Pour les articles homonymes, voir Fadl.
Abdallah ibn al-Fadl al-Antaki fut diacre de l'Église melkite et un traducteur du grec vers l'arabe, à Antioche, au milieu du XIe siècle, pendant une période de domination byzantine sur la ville.
Il reçut une excellente éducation en arabe et en grec ; il étudia la grammaire arabe avec le célèbre poète Abu-l-Ala al-Maari. 
Il réalisa un grand nombre de traductions patristiques, ainsi que des œuvres théologiques et philosophiques originales.
Il meurt après 1052 car des textes lui sont attribués au moins jusqu'en 1050.

## Œuvres
- Le livre des avantages (Kitab al-Manfa'a)
- Discours sur la Sainte Trinité (Kalam fi l-lahut)
- Livre de la joie du croyant (Kitab Bahjat al-Mu'min)[4]
- Exposition de la foi orthodoxe (Sharh al-Amana al-Mustaqima wa-Ibanat Ghalat al-Ya'aqiba wa-l-Nastur 'Ala Sabil al-Ijaz)
- Questions et réponses sur la Trinité et l'Incarnation (Masa'il wa-Ajwiba hawla al-Tathlith wa-l-Ittihad)